# Toranj (Pakrác)
Toranj falu Horvátországban Pozsega-Szlavónia megyében. Közigazgatásilag Pakráchoz tartozik.

## Fekvése
Pozsegától légvonalban 47, közúton 59 km-re, községközpontjától légvonalban 8, közúton 9 km-re északnyugatra, Nyugat-Szlavóniában, a Bijela két mellékvize a Postranac és a Miletina-patakok völgye feletti magaslaton fekszik. Nyugatról Strižičevac, északról Kapetanovo Polje, Donja Obrijež és Ploštine, keletről Mali Banovac határolja.

## Története
Területe valószínűleg már a középkorban is lakott volt. Ezt látszik igazolni a falutól nyugatra található, feltehetően 14. századi eredetű pravoszláv templom. Gjuro Szabo szerint a templom alatt a Bijela-patak partján várnak is kellett állnia, mely a török veszély esetén a templommal együtt menedékül is szolgált. A térség a középkorban Fejérkő várának uradalmához tartozott, a 16. század közepétől több mint száz évig török uralom alatt állt. A 17. század végétől a török kiűzése után a területre folyamatosan telepítették be a keresztény lakosságot. Első írásos említése 1698-ban „Torany” alakban a török uralom alól felszabadított települések összeírásában történt. Első lakói pravoszláv vlach határőrök voltak. Az első katonai felmérés térképén „Dorf Toran” néven találjuk. Lipszky János 1808-ban Budán kiadott repertóriumában „Thoran” néven szerepel. Nagy Lajos 1829-ben kiadott művében „Thoran” néven összesen 47 házzal, 121 katolikus és 269 ortodox vallású lakossal találjuk.
A településnek 1857-ben 255, 1910-ben 685 lakosa volt. 1910-ben a népszámlálás adatai szerint lakosságának 45%-a szerb, 30%-a magyar, 17%-a német, 6%-a horvát anyanyelvű volt. Pozsega vármegye Pakráci járásának része volt. Az első világháború után 1918-ban az új szerb-horvát-szlovén állam, majd később (1929-ben) Jugoszlávia része lett. 1991-ben lakosságának 69%-a szerb, 12%-a horvát, 5%-a olasz, 4%-a magyar nemzetiségű volt. 1991. szeptember 7-én a falut elfoglaló szerb erők 12 horvát nemzetiségű lakost öltek meg. A horvátok október 9-én foglalták vissza a települést. 2011-ben 75 lakosa volt.

## Lakossága
| Lakosság változása | Lakosság változása | Lakosság változása | Lakosság változása | Lakosság változása | Lakosság változása | Lakosság változása | Lakosság változása | Lakosság változása | Lakosság változása | Lakosság változása | Lakosság változása | Lakosság változása | Lakosság változása | Lakosság változása | Lakosság változása |
| ------------------ | ------------------ | ------------------ | ------------------ | ------------------ | ------------------ | ------------------ | ------------------ | ------------------ | ------------------ | ------------------ | ------------------ | ------------------ | ------------------ | ------------------ | ------------------ |
| 1857               | 1869               | 1880               | 1890               | 1900               | 1910               | 1921               | 1931               | 1948               | 1953               | 1961               | 1971               | 1981               | 1991               | 2001               | 2011               |
| 255                | 427                | 470                | 639                | 698                | 685                | 699                | 723                | 598                | 561                | 527                | 434                | 348                | 292                | 86                 | 75                 |

## Nevezetességei
- A falutól mintegy egy kilométerre nyugatra magányosan áll Szent Pantelejmon tiszteletére szentelt pravoszláv temploma.[8] A templomról a szakirodalomban előszört Gjuro Szabo írt, aki szerint az 1920-as években Toranj lakossága le akarta azt botani, hogy építőanyagát a faluban építendő új templomhoz használja fel. (A templom végül megmenekült a lebontástól.) Már ő is megállapította, hogy a templom gótikus stílusú és még a török hódítás előtt épült. Utána több történész (Ljubo Karaman, Anđela Horvat és Zorislav Horvat) is írt a templomról megemlítve, hogy gótikus épület, de írásos források hiányában építésének ideje nem ismert. Slobodan Mileusnić arra a következtetésre jutott, hogy a templom egy még régebbi épület alapjaira épült. Amikor 1986-ban megkezdődtek a konzerválási munkák az épület egy tágas dombtetőn, nehezen megközelíthető helyen, teljesen lepusztult, elhagyatott és állapotban állt. Míg a falu neve 1698-ban már felbukkan, a templomot csak a 18. században említik először. Valószínű, hogy a templomot pakráci nemesek építtették a 14. században. A török kiűzése után a templomot a betelepülő pravoszlávok vették birtokba. Első említésekor 1757-ben Szent Pantalejmonnak szentelték. A délszláv háború után környéke növényzettel volt benőve. Az újabb feltárások csak a háború után kezdődtek, ennek során az épület 1994-ben új tetőzetet kapott.
- A faluban áll az ugyancsak Szent Pantelejmon tiszteletére szentelt pravoszláv parochiális templom. A templomot 1931-ben építették, 1989-ben megújították. 1992-ben a délszláv háborúban aknatalálatoktól súlyos sérüléseket kapott.